# Pezoi
Pezoi nannte man in Teilen des alten Perserreichs eine Phalanxeinheit. In den Königreichen Baktrien, Sogdien sowie dem Seleukidenreich wurden zur Zeit des Hellenismus Truppen umgeschult und zu Phalangen griechischem Vorbilds trainiert. 
Pezoi-Pikeniere waren ähnlich wie der griechische Hoplit mit einer Stoßlanze und einem großen runden Schild, sowie einem Kurzschwert für den Nahkampf ausgerüstet. Die Panzerung der Pezoi bestand aus Helm, Beinschienen und einem Brustpanzer, meist aus Leder, Bronze oder Eisen.